# Adaeum hewitti
Adaeum hewitti is een hooiwagen uit de familie Triaenonychidae. De wetenschappelijke naam van Adaeum hewitti gaat terug op Roewer.